# Ultramarinflugsnappare
Ultramarinflugsnappare (Ficedula superciliaris) är en asiatisk fågel i familjen flugsnappare inom ordningen tättingar. Den förekommer i bergstrakter i Himalaya, men har sällsynt påträffats västerut till Iran. Världsbeståndet anses vara livskraftigt.

## Kännetecken

### Utseende
Ultramarinflugsnapparen är en 12 centimeter lång fågel där hanen känns igen djupblå ovansida och bröstsida samt vit undersida. Underarten superciliaris har även ett vitt ögonbrynsstreck som börjar ovanför ögat, vilket aestigma saknar. Honan är brunaktig med gråbrun bröstsida (där hanen är blå) samt saknar olikt sina närmaste släktingar rostton på övergump och övre stjärttäckare.

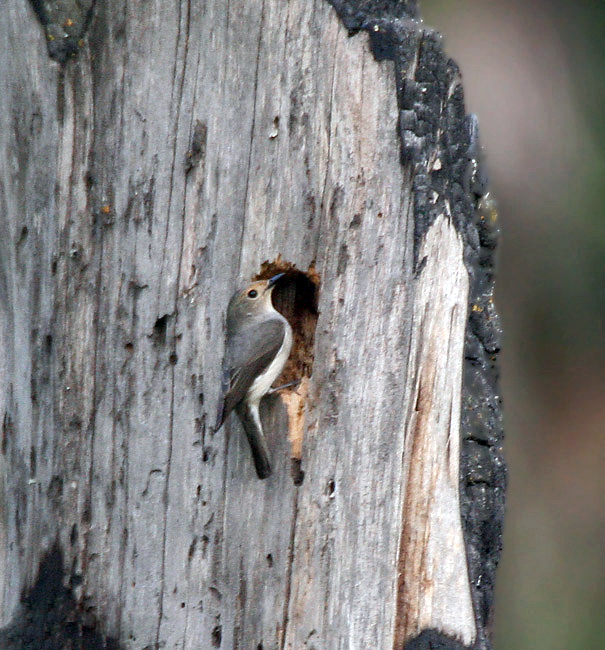
Hona i Himachal Pradesh, Indien.
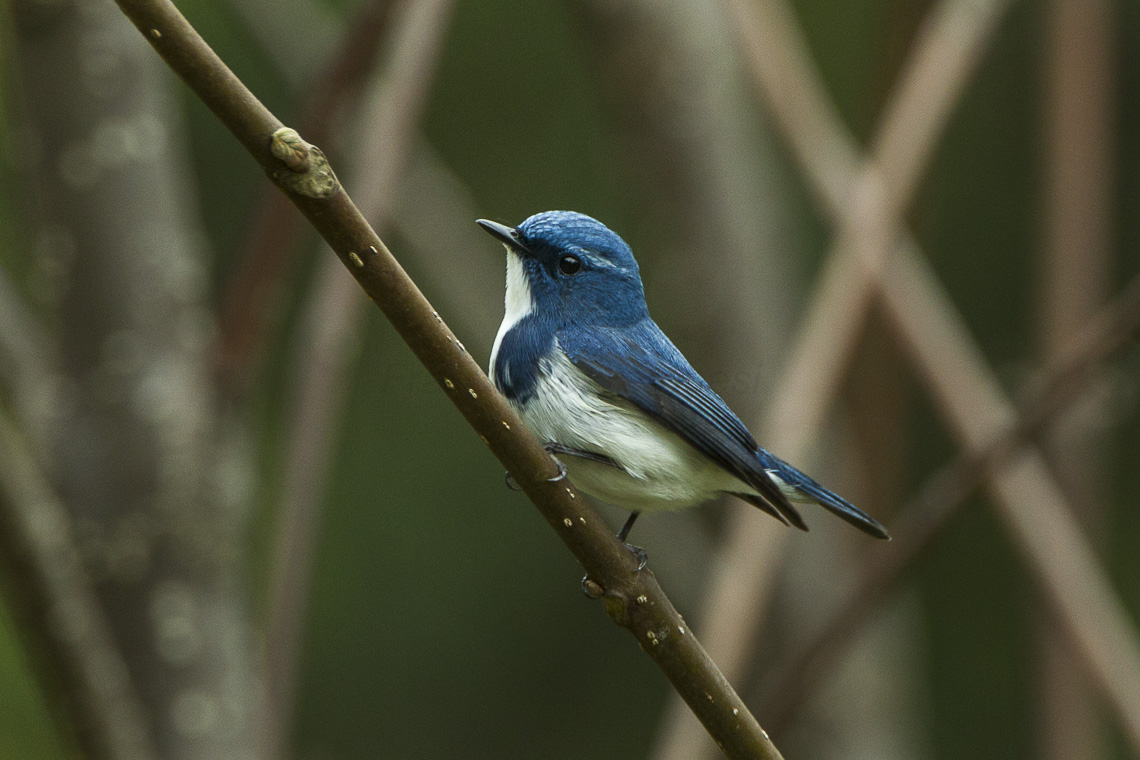
Hane av underarten aestigma i Bhutan.
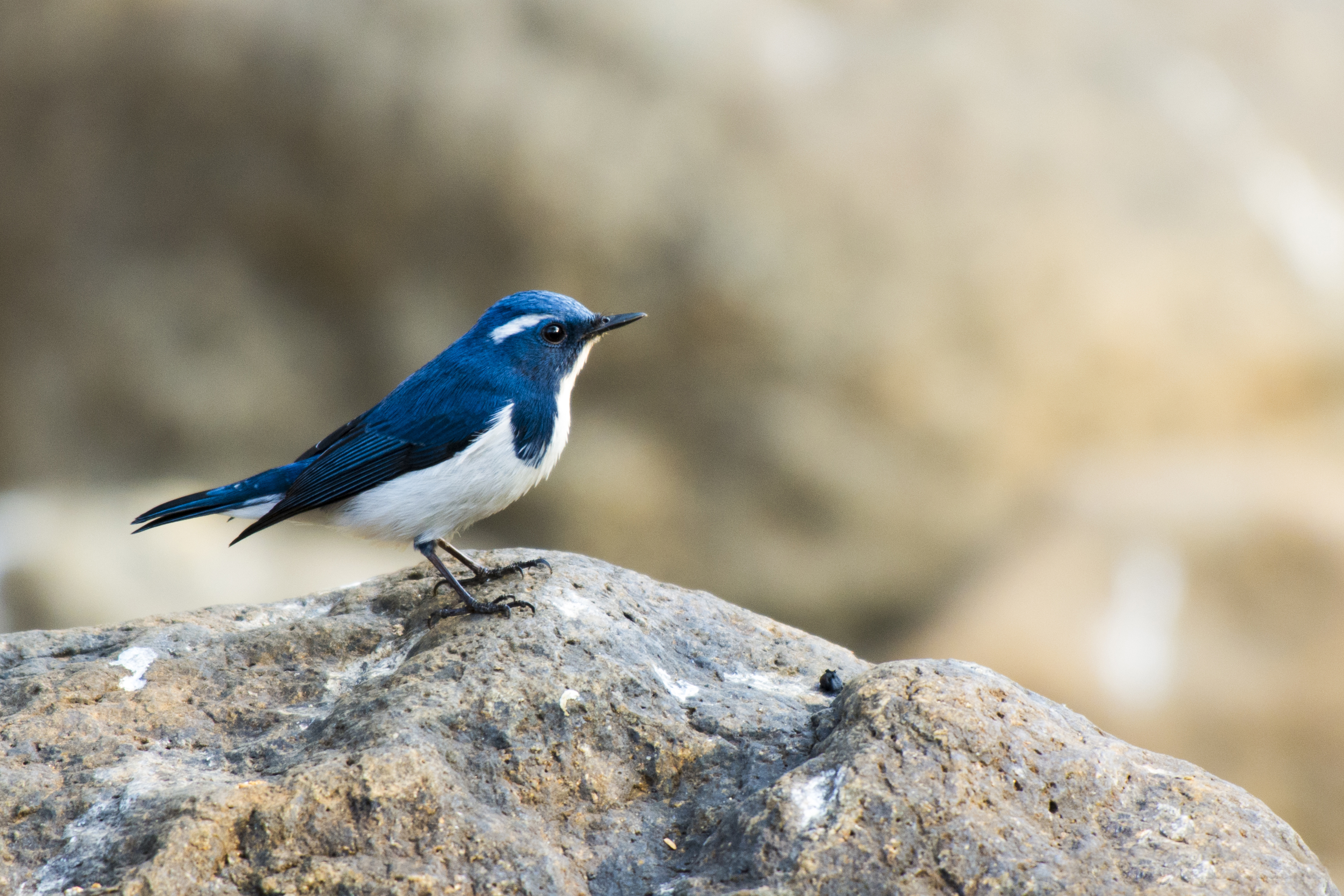
Hane av underarten superciliaris i Västra Ghats.

### Läten
Under häckningstid är ultramarinflugsnapparen en ljudlig fågel som konstant varnar, med korta och stigande gnisselljud följda av en snabb staccatodrill eller ett lägre och malande skramlande läte. Sången är en rätt svag, ljus och ryckig ramsa.

## Utbredning och systematik
Ultramarinflugsnappare häckar i Himalaya och delas in i två underarter med följande utbredning:
- superciliaris – norra Pakistan till Nepal och Sikkim, vintertid till centrala Indien
- aestigma – Bhutan till sydöstra Tibet, sydvästra Kina, Myanmar och norra Indien

Den har även påträffats i Bangladesh och 25 april 2009 observerades tre individer i Iran.

## Levnadssätt
Arten häckar i skog på mellan 1800 och 3200 meters höjd och övervintrar i öppet skogslandskap, fruktträdgårdar, trädgårdar och parker ner till 150 meters höjd. Arten ses oftast ensam eller i par under häckningssäsongen, men kan vintertid uppträda i artblandade flockar. Den födosöker främst i trädens övre och mellersta delar på jakt efter små ryggradslösa djur som flugor och skalbaggar och håller sig inne i vegetationen, sällan i det öppna. När den är oroad vippar den eller reser på stjärten och bröstar sig.

### Häckning
Ultramarinflugsnappare häckar från mitten av april till början av juli. Båda könen bygger det skålformade boet av mossa, gräs, bark, djurhår och växtfibrer som de placerar upp till sju meter över marken i ett trädhål eller i en holk. Honan lägger tre till fyra ägg som främst honan men även hanen ruvar i tolv till 13 dagar.

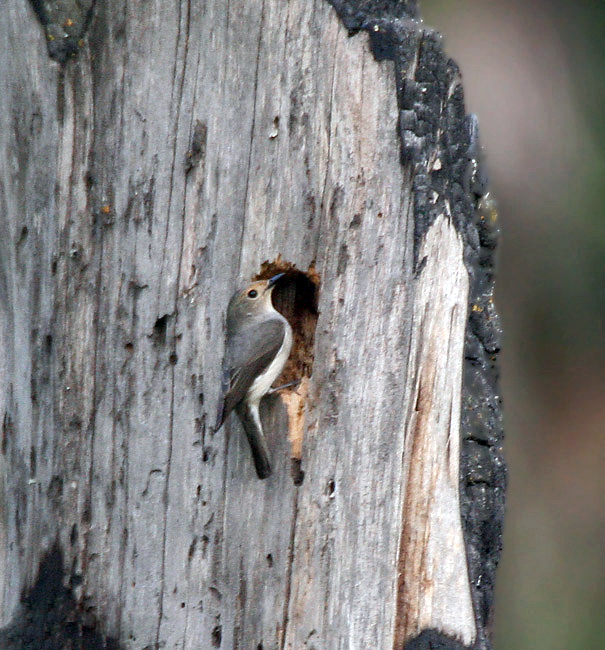
Hona besöker bo.

## Status och hot
Arten har ett stort utbredningsområde och en stor population med stabil utveckling och tros inte vara utsatt för något substantiellt hot. Utifrån dessa kriterier kategoriserar internationella naturvårdsunionen IUCN arten som livskraftig (LC). Världspopulationen har inte uppskattats men den beskrivs som alltifrån vida spridd och vanlig till mindre vanlig.

## Namn
Ultramarin är ett samlingsnamn på en grupp blåaktiga pigment. Fågelns vetenskapliga artnamn superciliaris betyder "ögonbrynad", efter latinets supercilium för "ögonbryn".